# 谢普塞斯卡拉
谢普塞斯卡拉（Shepseskare Isi）是古埃及第五王朝的法老，詳細血緣不詳，都靈王表及曼涅托說他在位七年。他在位的憑證就只有一個有其王名的印章證實，另留下了一座仍未完成的金字塔。